# ABA Liga 2020-21
La ABA Liga 2020-21 fue la vigésima edición de la ABA Liga, competición que reúne 14 equipos de Serbia, Croacia, Eslovenia, Montenegro y Bosnia Herzegovina. La competición comenzó el 2 de octubre de 2020 y concluyó en mayo de 2021 con las finales.
Tomaron parte los doce equipos de la temporada anterior, suspendida por la pandemia del coronavirus, además de los dos primeros clasificados el año anterior en la ABA Liga 2, recompensados con sendas wild cards.  El campeón fue el Crvena zvezda mts, que lograba su quinto título.

## Equipos participantes
Equipos ascendidos de la ABA Liga 2
- Borac Čačak
- Split

| Equipo            | Ciudad        | Pabellón                   | Capacidad |
| ----------------- | ------------- | -------------------------- | --------- |
| Borac Čačak       | Čačak         | Borac Hall                 | 4,000     |
| Budućnost VOLI    | Podgorica     | Morača Sports Center       | 5,500     |
| Cedevita Olimpija | Ljubljana     | Arena Stožice              | 12,480    |
| Cibona            | Zagreb        | Dražen Petrović Hall       | 5,400     |
| Crvena zvezda mts | Belgrade      | Aleksandar Nikolić Hall    | 8,000     |
| FMP               | Belgrade      | Železnik Hall              | 3,000     |
| Igokea            | Aleksandrovac | Laktaši Sports Hall        | 3,050     |
| Koper Primorska   | Koper         | Arena Bonifika             | 3,000     |
| Krka              | Novo Mesto    | Leon Štukelj Hall          | 2,500     |
| Mega Bemax        | Belgrade      | Ranko Žeravica Sports Hall | 5,000     |
| Mornar            | Bar           | Topolica Sport Hall        | 2,625     |
| Partizan NIS      | Belgrade      | Štark Arena                | 18,386    |
| Split             | Split         | Arena Gripe                | 3,500     |
| Zadar             | Zadar         | Krešimir Ćosić Hall        | 7,997     |

## Temporada regular

### Clasificación
|                                            | Equipo            | J  | G  | P  | PF   | PC   | DP   |
| ------------------------------------------ | ----------------- | -- | -- | -- | ---- | ---- | ---- |
| 1                                          | Crvena zvezda mts | 26 | 23 | 3  | 2064 | 1694 | 370  |
| 2                                          | Budućnost VOLI    | 26 | 22 | 4  | 2056 | 1811 | 245  |
| 3                                          | Mornar            | 26 | 19 | 7  | 2066 | 1890 | 176  |
| 4                                          | Igokea            | 26 | 19 | 7  | 1973 | 1846 | 127  |
| 5                                          | Cedevita Olimpija | 26 | 18 | 8  | 2116 | 1947 | 169  |
| 6                                          | Mega Basket       | 26 | 14 | 12 | 1996 | 1955 | 41   |
| 7                                          | Partizan NIS      | 26 | 13 | 13 | 2003 | 1903 | 100  |
| 8                                          | FMP               | 26 | 11 | 15 | 2049 | 2135 | -86  |
| 9                                          | Cibona            | 26 | 10 | 16 | 1897 | 1998 | -101 |
| 10                                         | Zadar             | 26 | 9  | 17 | 1804 | 1923 | -119 |
| 11                                         | Borac Čačak       | 26 | 8  | 18 | 1919 | 1978 | -59  |
| 12                                         | Krka              | 26 | 8  | 18 | 1748 | 1938 | -190 |
| 13                                         | Split             | 26 | 8  | 18 | 1816 | 1969 | -153 |
| 14                                         | Koper Primorska   | 26 | 0  | 26 | 0    | 520  | -520 |
| Fuente: ABA Liga; actualización automática |                   |    |    |    |      |      |      |

### Posiciones por jornada
El equipo esloveno del Koper Primorska fue descalificado de la competición el 17 de diciembre de 2020.
| Equipo ╲ Jornada  | 1      | 2  | 3  | 4  | 5  | 6  | 7  | 8  | 9  | 10 | 11 | 12 | 13 | 14 | 15 | 16 | 17 | 18 | 19 | 20 | 21 | 22 | 23 | 24 | 25 | 26 |  |
| ----------------- | ------ | -- | -- | -- | -- | -- | -- | -- | -- | -- | -- | -- | -- | -- | -- | -- | -- | -- | -- | -- | -- | -- | -- | -- | -- | -- |  |
| Equipo ╲ Jornada  | Igokea | 11 | 8  | 6  | 5  | 2  | 5  | 7  | 8  | 6  | 4  | 4  | 4  | 4  | 3  | 3  | 2  | 2  | 1  | 2  | 2  | 2  | 2  | 1  | 1  | 2  |  |
| Mornar            | 5      | 2  | 5  | 7  | 6  | 3  | 3  | 3  | 3  | 3  | 3  | 3  | 1  | 1  | 1  | 1  | 1  | 2  | 1  | 1  | 1  | 1  | 3  | 2  | 4  |    |  |
| Mega Soccerbet    | 3      | 5  | 4  | 4  | 4  | 2  | 2  | 2  | 2  | 2  | 2  | 1  | 3  | 2  | 2  | 3  | 3  | 3  | 3  | 4  | 3  | 6  | 5  | 5  | 6  | 6  |  |
| Cedevita Olimpija | 7      | 3  | 2  | 3  | 5  | 9  | 6  | 5  | 10 | 8  | 10 | 9  | 7  | 7  | 7  | 4  | 4  | 4  | 4  | 3  | 5  | 5  | 6  | 6  | 5  |    |  |
| Budućnost VOLI    | 2      | 4  | 3  | 2  | 3  | 7  | 9  | 7  | 5  | 6  | 7  | 6  | 6  | 6  | 5  | 5  | 5  | 5  | 6  | 6  | 6  | 4  | 4  | 4  | 1  |    |  |
| Crvena zvezda mts | 1      | 1  | 1  | 1  | 1  | 1  | 1  | 1  | 1  | 1  | 1  | 2  | 2  | 4  | 4  | 6  | 6  | 6  | 5  | 5  | 4  | 3  | 2  | 3  | 3  |    |  |
| Partizan NIS      | 9      | 11 | 7  | 6  | 7  | 4  | 4  | 4  | 4  | 5  | 5  | 5  | 5  | 5  | 6  | 7  | 7  | 7  | 7  | 7  | 7  | 7  | 7  | 7  | 7  | 7  |  |
| Split             | 12     | 7  | 11 | 11 | 10 | 6  | 5  | 6  | 9  | 9  | 8  | 8  | 9  | 8  | 8  | 8  | 8  | 8  | 8  | 8  | 8  | 8  | 10 | 11 | 12 |    |  |
| Cibona            | 13     | 13 | 13 | 12 | 9  | 8  | 8  | 9  | 8  | 10 | 9  | 10 | 12 | 12 | 12 | 12 | 11 | 9  | 9  | 9  | 10 | 10 | 12 | 12 | 11 |    |  |
| Krka              | 8      | 10 | 8  | 10 | 12 | 12 | 10 | 10 | 7  | 7  | 6  | 7  | 8  | 9  | 10 | 9  | 9  | 10 | 10 | 10 | 11 | 11 | 13 | 13 | 13 |    |  |
| FMP               | 4      | 6  | 9  | 9  | 8  | 10 | 11 | 12 | 12 | 12 | 11 | 12 | 10 | 10 | 9  | 10 | 10 | 11 | 13 | 11 | 9  | 9  | 8  | 8  | 8  |    |  |
| Zadar             | 10     | 12 | 12 | 8  | 11 | 11 | 12 | 13 | 13 | 13 | 13 | 13 | 13 | 13 | 13 | 13 | 13 | 12 | 11 | 12 | 12 | 12 | 9  | 10 | 9  |    |  |
| Borac Čačak       | 6      | 9  | 10 | 13 | 13 | 13 | 13 | 11 | 11 | 11 | 12 | 11 | 11 | 11 | 11 | 11 | 12 | 13 | 12 | 13 | 13 | 13 | 11 | 9  | 10 |    |  |
| Koper Primorska   | 14     | 14 | 14 | 14 | 14 | 14 | 14 | 14 | 14 | 14 | 14 | 14 | 14 | 14 | 14 | 14 | 14 | 14 | 14 | 14 | 14 | 14 | 14 | 14 | 14 | 14 |  |

### Resultados
| Local \ Visitante | BOR   | BUD    | COL   | CIB    | CZV    | FMP    | IGO    | KRK   | MEG   | MOR   | PAR    | PRI  | SPL   | ZAD   |
| ----------------- | ----- | ------ | ----- | ------ | ------ | ------ | ------ | ----- | ----- | ----- | ------ | ---- | ----- | ----- |
| Borac Čačak       | —     | 72–76  | 82–95 | 77–82  | 64–95  | 83–76  | 78–101 | 86–90 | 83–97 | 76–87 | 75–71  | 20–0 | 90–69 | 61–65 |
| Budućnost VOLI    | 86–83 | —      | 89–75 | 87–68  | 83–63  | 77–76  | 92–64  | 70–62 | 92–79 | 81–74 | 80–72  | 20–0 | 84–59 | 98–75 |
| Cedevita Olimpija | 97–88 | 95–84  | —     | 100–75 | 72–89  | 94–86  | 103–92 | 77–69 | 85–79 | 88–93 | 78–65  | 20–0 | 94–66 | 77–56 |
| Cibona            | 69–64 | 72–76  | 93–83 | —      | 66–104 | 93–80  | 80–88  | 78–69 | 73–77 | 78–92 | 75–82  | 20–0 | 74–76 | 77–75 |
| Crvena zvezda mts | 83–63 | 65–67  | 82–81 | 85–63  | —      | 101–71 | 69–66  | 88–62 | 92–85 | 93–62 | 73–64  | 20–0 | 78–76 | 81–66 |
| FMP               | 93–87 | 88–99  | 91–88 | 90–86  | 75–111 | —      | 82–87  | 91–85 | 91–92 | 94–92 | 90–103 | 20–0 | 96–92 | 89–99 |
| Igokea            | 73–71 | 82–87  | 76–70 | 88–80  | 85–65  | 84–74  | —      | 77–64 | 62–84 | 79–88 | 90–84  | 20–0 | 87–68 | 72–48 |
| Krka              | 74–94 | 70–90  | 88–95 | 63–80  | 57–98  | 76–97  | 69–70  | —     | 76–71 | 74–84 | 69–50  | 20–0 | 77–71 | 63–81 |
| Mega Soccerbet    | 86–84 | 78–72  | 88–93 | 72–71  | 73–76  | 76–84  | 84–86  | 71–70 | —     | 90–89 | 88–98  | 20–0 | 91–75 | 90–87 |
| Mornar            | 86–72 | 100–92 | 71–81 | 109–68 | 78–86  | 84–74  | 90–76  | 80–61 | 80–73 | —     | 77–76  | 20–0 | 81–71 | 77–71 |
| Partizan NIS      | 78–87 | 99–101 | 86–77 | 87–90  | 85–86  | 97–74  | 75–83  | 91–67 | 79–77 | 83–75 | —      | 20–0 | 80–58 | 78–63 |
| Koper Primorska   | 0–20  | 0–20   | 0–20  | 0–20   | 0–20   | 0–20   | 0–20   | 0–20  | 0–20  | 0–20  | 0–20   | —    | 0–20  | 0–20  |
| Split             | 74–86 | 78–77  | 81–98 | 77–74  | 60–71  | 86–71  | 78–79  | 78–80 | 74–65 | 87–95 | 74–86  | 20–0 | —     | 76–89 |
| Zadar             | 75–73 | 62–76  | 78–80 | 97–92  | 70–90  | 63–76  | 63–86  | 70–73 | 83–90 | 66–82 | 96–94  | 20–0 | 66–72 | —     |

## Playoffs
|  | Semifinales         | Semifinales      |                     |   | Finales | Finales |
|  |                     |                  |                     |   |         |         |
|  |                     |                  |                     |   |         |         |
|  |                     |                  |                     |   |         |         |
|  | 1 Crvena zvezda mts | 2                |                     |   |         |         |
|  | 1 Crvena zvezda mts | 2                |                     |   |         |         |
|  | 4 Igokea            | 1                |                     |   |         |         |
|  | 4 Igokea            | 1                | 1 Crvena zvezda mts | 3 |         |         |
|  |                     |                  | 1 Crvena zvezda mts | 3 |         |         |
|  |                     | 2 Budućnost VOLI | 2                   |   |         |         |
|  | 2 Budućnost VOLI    | 2 Budućnost VOLI | 2                   | 2 |         |         |
|  | 2 Budućnost VOLI    |                  |                     | 2 |         |         |
|  | 3 Mornar            | 0                |                     |   |         |         |
|  | 3 Mornar            | 0                |                     |   |         |         |

## Semifinales
| Equipo 1          | Series | Equipo 2 | 1.er partido | 2.º partido | 3.er partido |
| ----------------- | ------ | -------- | ------------ | ----------- | ------------ |
| Crvena zvezda mts | 2–1    | Igokea   | 76–61        | 68–81       | 76–53        |
| Budućnost VOLI    | 2–0    | Mornar   | 97–88        | 92–81       | —            |

### Partido 1

#### Crvena zvezda v Igokea
| 3 de mayo de 2021 | Crvena zvezda mts                                     | 76–61                                | Igokea                                        | |  |  |
| 18:30             | Parciales: 20–20, 19–22, 17–13, 20–6                  | Parciales: 20–20, 19–22, 17–13, 20–6 | Parciales: 20–20, 19–22, 17–13, 20–6          | |  |  |
|                   | Estadísticas Loyd 21 Dobrić, Nnoko 9 tres jugadores 3 | Reporte Pts Reb Asts                 | Estadísticas Atić 15 Jovanović 5 Carmichael 5 | Pabellón: Aleksandar Nikolić Hall, Belgrado Árbitros: Saša Pukl, Miloš Koljenšić, Mario Majkić Televisión: Arena Sport |  |  |
| 1–0               |                                                       |                                      |                                               | |  |  |
|                   |                                                       |                                      |                                               | |  |  |

#### Budućnost v Mornar
| 3 de mayo de 2021 | Budućnost VOLI                                     | 97–88                                 | Mornar                                           | |  |  |
| 21:00             | Parciales: 28–31, 24–20, 25–18, 20–19              | Parciales: 28–31, 24–20, 25–18, 20–19 | Parciales: 28–31, 24–20, 25–18, 20–19            | |  |  |
|                   | Estadísticas Cobbs 22 Mitrović 7 Cobbs, Ivanović 7 | Reporte Pts Reb Asts                  | Estadísticas Pullen 24 Smith 7 Needham, Pullen 5 | Pabellón: Morača Sports Center, Podgorica Árbitros: Damir Javor, Milivoje Jovčić, Uroš Obrknežević Televisión: Arena Sport |  |  |
| 1–0               |                                                    |                                       |                                                  | |  |  |
|                   |                                                    |                                       |                                                  | |  |  |

### Partido 2

#### Igokea v Crvena zvezda
| 7 de mayo de 2021 | Igokea                                             | 81–68                                 | Crvena zvezda mts                       | |  |  |
| 18:30             | Parciales: 23–13, 22–18, 20–17, 16–20              | Parciales: 23–13, 22–18, 20–17, 16–20 | Parciales: 23–13, 22–18, 20–17, 16–20   | |  |  |
|                   | Estadísticas Clemmons 18 Ilić 6 cuatro jugadores 2 | Reporte Pts Reb Asts                  | Estadísticas Dobrić 17 Nnoko 8 Walden 6 | Pabellón: Laktaši Sports Hall, Laktaši Árbitros: Sreten Radović, Tomislav Hordov, Igor Dragojević Televisión: Arena Sport |  |  |
| 1–1               |                                                    |                                       |                                         | |  |  |
|                   |                                                    |                                       |                                         | |  |  |

#### Mornar v Budućnost
| 7 de mayo de 2021 | Mornar                                   | 81–92                                 | Budućnost VOLI                                    | |  |  |
| 21:00             | Parciales: 20–27, 30–25, 17–27, 14–13    | Parciales: 20–27, 30–25, 17–27, 14–13 | Parciales: 20–27, 30–25, 17–27, 14–13             | |  |  |
|                   | Estadísticas Needham 16 Smith 6 Pullen 5 | Reporte Pts Reb Asts                  | Estadísticas Cobbs 21 Mitrović, Reed 9 Ivanović 7 | Pabellón: Topolica Sport Hall, Bar Asistencia: 500 espectadores Árbitros: Ilija Belošević, Uroš Nikolić, Josip Radojković Televisión: Arena Sport |  |  |
| 0–2               |                                          |                                       |                                                   | |  |  |
|                   |                                          |                                       |                                                   | |  |  |

### Partido 3

#### Crvena zvezda v Igokea
| 11 de mayo de 2021 | Crvena zvezda mts                            | 76–53                               | Igokea                                   | |  |  |
| 18:30              | Parciales: 24–12, 24–23, 9–16, 19–2          | Parciales: 24–12, 24–23, 9–16, 19–2 | Parciales: 24–12, 24–23, 9–16, 19–2      | |  |  |
|                    | Estadísticas Davidovac 22 Davidovac 8 Loyd 5 | Reporte Pts Reb Asts                | Estadísticas Clemmons 15 Jošilo 6 Atić 4 | Pabellón: Aleksandar Nikolić Hall, Belgrado Asistencia: 383 espectadores Árbitros: Ilija Belošević, Matej Boltauzer, Sašo Petek Televisión: Arena Sport |  |  |
| 2–1                |                                              |                                     |                                          | |  |  |
|                    |                                              |                                     |                                          | |  |  |

## Finales
| Equipo 1          | Series | Equipo 2       | 1.er partido | 2.º partido | 3.er partido | 4.º partido | 5.º partido |
| ----------------- | ------ | -------------- | ------------ | ----------- | ------------ | ----------- | ----------- |
| Crvena zvezda mts | 3–2    | Budućnost VOLI | 82–78        | 85–79       | 71–75        | 80–81       | 67–60       |

### Partido 1
| 16 de mayo de 2021 | Crvena zvezda mts                             | 82–78                                 | Budućnost VOLI                           | |  |  |
| 18:30              | Parciales: 20–20, 24–18, 19–17, 19–23         | Parciales: 20–20, 24–18, 19–17, 19–23 | Parciales: 20–20, 24–18, 19–17, 19–23    | |  |  |
|                    | Estadísticas Dobrić, Loyd 23 Kuzmić 11 Hall 7 | Reporte Pts Reb Asts                  | Estadísticas Reed 26 Reed 10 Ivanović 10 | Pabellón: Aleksandar Nikolić Hall, Belgrado Asistencia: 987 espectadores Árbitros: Saša Pukl, Tomislav Hordov, Josip Radojković Televisión: Arena Sport |  |  |
| 1–0                |                                               |                                       |                                          | |  |  |
|                    |                                               |                                       |                                          | |  |  |

### Partido 2
| 18 de mayo de 2021 | Crvena zvezda mts                     | 85–79                               | Budućnost VOLI                                | |  |  |
| 20:30              | Parciales: 30–17, 25–24, 8–29, 22–9   | Parciales: 30–17, 25–24, 8–29, 22–9 | Parciales: 30–17, 25–24, 8–29, 22–9           | |  |  |
|                    | Estadísticas Dobrić 27 Nnoko 7 Loyd 6 | Reporte Pts Reb Asts                | Estadísticas D. Nikolić 26 Reed 11 Ivanović 5 | Pabellón: Aleksandar Nikolić Hall, Belgrado Asistencia: 1,375 espectadores Árbitros: Ilija Belošević, Miloš Koljenšić, Milan Nedović Televisión: Arena Sport |  |  |
| 2–0                |                                       |                                     |                                               | |  |  |
|                    |                                       |                                     |                                               | |  |  |

### Partido 3
| 22 de mayo de 2021 | Budućnost VOLI                                      | 75–71                                 | Crvena zvezda mts                     | |  |  |
| 20:30              | Parciales: 15–19, 20–13, 16–15, 24–24               | Parciales: 15–19, 20–13, 16–15, 24–24 | Parciales: 15–19, 20–13, 16–15, 24–24 | |  |  |
|                    | Estadísticas Della Valle 19 D. Nikolić 8 Ivanović 6 | Reporte Pts Reb Asts                  | Estadísticas Loyd 19 Nnoko 11 Loyd 7  | Pabellón: Morača Sports Center, Podgorica Árbitros: Sreten Radović, Matej Boltauzer, Damir Javor Televisión: Arena Sport |  |  |
| 1–2                |                                                     |                                       |                                       | |  |  |
|                    |                                                     |                                       |                                       | |  |  |

### Partido 4
| 24 de mayo de 2021 | Budućnost VOLI                             | 81–80                                 | Crvena zvezda mts                     | |  |  |
| 20:30              | Parciales: 19–23, 20–19, 19–21, 23–17      | Parciales: 19–23, 20–19, 19–21, 23–17 | Parciales: 19–23, 20–19, 19–21, 23–17 | |  |  |
|                    | Estadísticas Cobbs 22 D. Nikolić 9 Cobbs 7 | Reporte Pts Reb Asts                  | Estadísticas Loyd 23 Nnoko 7 Dobrić 6 | Pabellón: Morača Sports Center, Podgorica Árbitros: Saša Pukl, Uroš Nikolić, Sašo Petek Televisión: Arena Sport |  |  |
| 2–2                |                                            |                                       |                                       | |  |  |
|                    |                                            |                                       |                                       | |  |  |

### Partido 5
| 28 de mayo de 2021 | Crvena zvezda mts                             | 67–60                                 | Budućnost VOLI                              | |  |  |
| 20:30              | Parciales: 15–14, 18–14, 20–21, 14–11         | Parciales: 15–14, 18–14, 20–21, 14–11 | Parciales: 15–14, 18–14, 20–21, 14–11       | |  |  |
|                    | Estadísticas Nnoko 17 Nnoko 12 Dobrić, Loyd 4 | Reporte Pts Reb Asts                  | Estadísticas Cobbs 21 Mitrović 9 Ivanović 8 | Pabellón: Aleksandar Nikolić Hall, Belgrado Asistencia: 4,235 espectadores Árbitros: Tomislav Hordov, Josip Radojković, Milan Nedović Televisión: Arena Sport |  |  |
| 3–2                |                                               |                                       |                                             | |  |  |
|                    |                                               |                                       |                                             | |  |  |

## Estadísticas
Actualizado a 28 de mayo de 2021
| Pos | Jugador         | Equipo            | VAL   |
| --- | --------------- | ----------------- | ----- |
| 1   | Filip Petrušev  | Mega Soccerbet    | 27.95 |
| 2   | Marko Simonović | Mega Soccerbet    | 19.17 |
| 3   | Justin Cobbs    | Budućnost VOLI    | 18.90 |
| 4   | Nemanja Nenadić | FMP               | 18.59 |
| 5   | Jaka Blažič     | Cedevita Olimpija | 18.52 |

| Pos | Jugador         | Equipo            | PPP   |
| --- | --------------- | ----------------- | ----- |
| 1   | Filip Petrušev  | Mega Soccerbet    | 23.71 |
| 2   | Jaka Blažič     | Cedevita Olimpija | 17.22 |
| 3   | Nemanja Nenadić | FMP               | 17.05 |
| 4   | Jacob Pullen    | Mornar Bar        | 16.63 |
| 5   | Jordan Loyd     | Crvena zvezda mts | 16.00 |

| Pos | Jugador         | Equipo         | RPP  |
| --- | --------------- | -------------- | ---- |
| 1   | Marko Simonović | Mega Soccerbet | 8.96 |
| 2   | Filip Petrušev  | Mega Soccerbet | 7.62 |
| 3   | Rashawn Thomas  | Partizan NIS   | 7.17 |
| 4   | Roko Prkačin    | Cibona         | 6.78 |
| 5   | Chinanu Onuaku  | Zadar          | 6.52 |

| Pos | Jugador         | Equipo         | APP  |
| --- | --------------- | -------------- | ---- |
| 1   | Filip Čović     | FMP            | 6.70 |
| 2   | Scoochie Smith  | Mega Soccerbet | 5.71 |
| 3   | Jovan Novak     | Mega Soccerbet | 5.50 |
| 4   | Nikola Ivanović | Budućnost VOLI | 4.94 |
| 5   | Derek Needham   | Mornar Bar     | 4.68 |

Fuente: ABA League

## Galardones individuales

### MVP de la jornada
|  | Líder provisional, jornada incompleta. |

| Jornada | Jugador             | Equipo            | Val. |
| ------- | ------------------- | ----------------- | ---- |
| 1       | Marko Simonović     | Mega Soccerbet    | 33   |
| 2       | Justin Cobbs        | Budućnost VOLI    | 30   |
| 3       | Nikola Ivanović     | Budućnost VOLI    | 32   |
| 4       | Jordan Loyd         | Crvena zvezda mts | 22   |
| 5       | Jaka Blažič         | Cedevita Olimpija | 31   |
| 6       | Marko Radovanović   | FMP               | 39   |
| 7       | Jaka Blažič (2)     | Cedevita Olimpija | 29   |
| 8       | Jacob Pullen        | Mornar            | 38   |
| 9       | Filip Petrušev      | Mega Soccerbet    | 37   |
| 10      | Ognjen Dobrić       | Crvena zvezda mts | 25   |
| 11      | Filip Petrušev (2)  | Mega Soccerbet    | 36   |
| 12      | Dominik Mavra       | Zadar             | 47   |
| 13      | Ognjen Jaramaz      | Partizan NIS      | 33   |
| 14      | Mikael Hopkins      | Cedevita Olimpija | 39   |
| 15      | Filip Petrušev      | Mega Soccerbet    | 41   |
| 16      | Chinanu Onuaku      | Zadar             | 33   |
| 17      | Nemanja Gordić      | Mornar            | 30   |
| 18      | Chinanu Onuaku (2)  | Zadar             | 41   |
| 19      | Marko Simonović     | Mega Soccerbet    | 37   |
| 20      | Toni Nakić          | Cibona            | 28   |
| 21      | Nemanja Nenadić     | FMP               | 25   |
| 22      | Nikola Jovanović    | Igokea            | 31   |
| 23      | Jacob Pullen (2)    | Mornar            | 30   |
| 24      | Filip Čović         | FMP               | 32   |
| 25      | Justin Cobbs (2)    | Budućnost VOLI    | 24   |
| 26      | Jaka Blažič (3)     | Cedevita Olimpija | 38   |
| SF1     | Justin Cobbs (3)    | Budućnost VOLI    | 34   |
| SF2     | Justin Cobbs (4)    | Budućnost VOLI    | 28   |
| SF3     | Dejan Davidovac     | Crvena zvezda mts | 33   |
| F1      | Jordan Loyd (2)     | Crvena zvezda mts | 23   |
| F2      | Ognjen Dobrić (2)   | Crvena zvezda mts | 27   |
| F3      | Nikola Ivanović (2) | Budućnost VOLI    | 19   |
| F4      | Justin Cobbs (5)    | Budućnost VOLI    | 29   |
| F5      | Landry Nnoko        | Crvena zvezda mts | 28   |

Fuente: ABA League

### MVP del mes
| Mes       | Jugador            | Equipo            | Ref.   |
| 2020      | 2020               | 2020              | 2020   |
| --------- | ------------------ | ----------------- | ------ |
| Octubre   | Filip Petrušev     | Mega Soccerbet    | [ 18 ] |
| Noviembre | Jaka Blažič        | Cedevita Olimpija | [ 19 ] |
| Diciembre | Filip Petrušev (2) | Mega Soccerbet    | [ 20 ] |
| 2021      |                    |                   |        |
| Enero     | Jaka Blažič (2)    | Cedevita Olimpija | [ 21 ] |
| Febrero   | Chinanu Onuaku     | Zadar             | [ 22 ] |
| Marzo     | Nikola Ivanović    | Budućnost VOLI    | [ 23 ] |
| Abril     | Rashawn Thomas     | Partizan NIS      | [ 24 ] |